# Giovanni Francesco Giuliani
Giovanni Francesco Giuliani (Livorno, 1760 – Firenze, 1820) è stato un arpista, compositore e direttore d'orchestra italiano.

## Biografia
Nato a Livorno nel 1760, a Firenze studiò violino col grande Nardini, di cui divenne uno degli allievi più illustri, e contrappunto con Bartolomeo Felici. Tutta la carriera di Giuliani si svolse in Firenze dove, giovanissimo, ottenne il posto di primo violino presso il Teatro Nuovo e dove fu direttore d'orchestra del Teatro degli Intrepidi, dal 1783 al 1798. 
Con la sua lunga attività didattica diffuse e mantenne viva la tradizione della scuola violinistica del suo maestro, Nardini, a sua volta primo violino dell'orchestra di corte voluta dal sovrano illuminato Pietro Leopoldo, il Granduca che favorì talmente la produzione artistica in Toscana da dare un respiro culturale internazionale alla piccola ma raffinata corte Fiorentina, collegata a Vienna. Tra gli avvenimenti salienti in campo musicale vi furono le "prime" italiane dei grandi oratori di Haendel, realizzate in anticipo su Vienna, la rappresentazione dell'Alceste di Gluck, l'accademia data dal giovane Mozart nel 1770. Giuliani si formò e fu attivo in questa felice realtà culturale e musicale, rara in Italia e, se il compositore non oltrepassò mai i confini della Toscana, lo fece la sua musica, che fu pubblicata anche a Parigi, Berlino, Londra e Amsterdam.

G. F. Giuliani, Tre Quintetti Op. 3 - Frontespizio

L'opera di Giuliani “rivela l'assimilazione dello stile galante del suo maestro Nardini, fatto di rigore formale, nitidezza dell'impianto tonale, scorrevolezza della linea melodica”.
Giuliani fu anche insegnante di arpa, di canto e di clavicembalo; nel 1808 ebbe l'incarico per l'insegnamento di musica e declamazione all'Accademia di scienze, lettere e arti. 
L'attività di Giuliani, che morì a Firenze nel 1820, è documentata fino al 1817, anno in cui lo troviamo primo violino e direttore d'orchestra al Teatro della Pergola.
29 sue composizioni, alcune autografe, si conservano nel Fondo musicale Venturi della Biblioteca Comunale di Montecatini Terme.

## Composizioni

### Opere
- Chi ha più giudizio più ne adoperi (1794)
- Il medico burlato (1798)
- Tancredi (1814)
- Il barbiere di Siviglia (1817)

### Balletti
- Gli amanti protetti da Rafisa fata benefica (1782)
- Il fido amante (1783)
- Castore e Polluce (1786)
- Li cacciatori tirolesi (1787)
- Il generoso perdono (1792)
- Abdul principe d'Albania (1805)

### Sinfonie e Concerti
- Sette sinfonie (ms)
- Danze per orchestra (12 contraddanze, 2 quadriglie, 2 valzer - ms)
- Serenata concertata (Si bem., fl, 2ob, 2co, 2vla, vc, b – ms)
- Tre concerti [Do, Re, Si bem.] per cimbalo a piena orchestra Op. 2
- Tre concerti [Do, Re, Si bem.] per cimbalo a piena orchestra Op. 4
- Concerto [Fa] per cimbalo con violini, oboè, corni, viole e basso Op. 12
- Due concerti per violino
- Due concerti per violoncello, concerto per oboe, concerto per arpa (perd.)

### Musica vocale
- Sei duetti Notturni a due soprani con l'accompagnamento d'arpa, o cimbalo, o chitarra francese
- Terzetto Or che gl'è spuntato il sole, [2S, B, ob, vl, vc, b]
- Due notturni per Soprano flauto violino viola d'amore e basso
- Sette raccolte di ariette, canzonette notturne, cantate per soprano e arpa

### Musica da camera strumentale
- Tre quintetti [Sol, Do, Mi bem.] con flauto Op. 3
- Quintetto [Fa] per flauto e archi, Op. 13
- Sei quartetti [Do, La, Re, Fa, Si bem., Mi bem.], Op. 2
- Sei quartetti [Fa, Si bem., Re, Mi bem., Sol, Mi], Op. 7
- Tre quartetti [Re, Sol, Si bem.] per due violini, viola e violoncello, Op. 10
- Cinque raccolte di quartetti con mandolino, o due mandolini e archi
- Sei sonate [La, Fa, Do, Re, Si bem., Mi bem.] per clavicembalo con gli accompagnamenti di violino e violoncello, Op. 6
- Tre sonate per violino, viola e violoncello [Fa, La, Sol] Op. 8
- Tre duetti [La, Mi bem., Sol] à deux violons Op. 1
- Sei duetti [La, Re, Sol, Do, Fa, Si bem.] per violino e violoncello, Op. 3
- Sei duetti [Si bem., Mi bem., La, Re, Do, Fa] per violino e violoncello, Op. 8
- Cinque raccolte di duetti per due violini
- Quattro raccolte di duetti per violino e violoncello
- Tre raccolte di duetti per due mandolini

### Sonate
- Tre sonate per cimbalo con violino obbligato Op. 9
- Due sonate [Si bem., Fa] per violino e arpa Op. 11
- Varie raccolte di sonate per violino e pianoforte, violino e arpa, clarinetto e arpa, violoncello e pianoforte, flauto e mandolino, arpa e viola d'amore (perd.)
- Sei sonate [La, Fa, Do, Re, Si bem., Mi bem.] per pianoforte Op. 6
- Dodici sonate per arpa
- Trascrizioni per arpa (Sinfonia di Gyrowetz, Sinfonia della Lodoiska di Mayr, Nel cor più non mi sento, ecc.)